# Mścisław Iziasławicz (książę nowogrodzki)
Mścisław Iziasławicz, ros. Мстислав Изяславич, białorus. Мсціслаў Ізяславіч (zm. 1069) – książę nowogrodzki w latach 1054–1067 i połocki w roku 1069, syn Iziasława Jarosławicza i Gertrudy.

## Życiorys wedługPowieści minionych lat
Źródła nie podają dokładnej daty rozpoczęcia panowania Mścisława w Nowogrodzie. Przypuszczalnie to rok 1054. Według Powieści minionych lat Jego ojciec Iziasław Jarosławicz objął rządy w Księstwie Nowogrodzkim po śmierci brata, Włodzimierza, w 1052 roku. Dalej kronika mówi że w 1054 roku zmarł Jarosław Mądry, książę kijowski, przed śmiercią rozdzielił państwo między synami. Iziasław otrzymał we władanie Kijów, a Nowogród oddał swojemu synowi Mścisławowi.
W latach 1065–1066 Mścisław bronił swoje państwo przed najazdami księcia połockiego Wsiesława Czarodzieja. W 1065 roku Wsiesław bez powodzenia oblegał Psków. W 1067 roku, kiedy wyruszył na Nowogród WIelki, Mścisław wyszedł mu naprzeciw. Decydująca bitwa miała miejsce nad rzeką Czerechą pod Pskowem. Książę nowogrodzki poniósł klęskę i był zmuszony do ucieczki do Kijowa. Stolica państwa Mścisława została splądrowana i spalona. W 1068 roku w Kijowie wybuchło powstanie i ojciec Mścisława, Iziasław, zmuszony był uchodzić do Polski. Na tronie kijowskim zasiadł Wsiesław Czarodziej, uwolniony przez spiskowców z więzienia, gdzie był przetrzymywany po przegranej wojnie z Jarosławiczami. W Polsce Iziasław wystarał się o wsparcie militarne. Kiedy powracał, wysłał przed siebie Mścisława, który rozprawił się ze spiskowcami: zabił ich albo oślepił.
Po ucieczce Wsiesława z Kijowa i wygnaniu go również z Połocka, Iziasław Jarosławicz osadził Mścisława na tronie połockim, gdzie rządził przez kilka miesięcy do śmierci w 1069 roku.